# Ivo Štakula
Ivo Štakula   (Dubrovnik, 25 de febrer de 1923 - Melbourne, 26 d'octubre de 1958) va ser un waterpolista croat que va competir sota bandera iugoslava durant les dècades de 1940 i 1950.
El 1948 va prendre part en els Jocs Olímpics de Londres, on fou novè en la competició de waterpolo. Quatre anys més tard, als Jocs de Hèlsinki guanyà la medalla de plata en la mateixa competició. El 1956 fou convocat per disputar els Jocs de Melbourne, però no arribà a disputar cap partit de la competició de waterpolo, en què l'equip iugoslau revalidà la medalla de plata. En el seu palmarès també destaca una medalla de bronze al Campionat d'Europa de waterpolo de 1950.
A la fi dels Jocs de Melbourne Štakula decidí romandre a Austràlia i no tornar a Iugoslàvia, de la mateixa manera que feren 45 atletes hongaresos.